# فرانكي دوارتي
فرانكي دوارتي (بالإنجليزية: Frankie Duarte)‏ (3 سبتمبر 1954 بسانتا مونيكا في الولايات المتحدة - ) هو ملاكم أمريكي.

## وصلات خارجية
- فرانكي دوارتي على موقع بوكس ريك (الإنجليزية) (registration required)